# Křepička (potok)
Křepička je potok v Jihomoravském kraji, levostranný přítok řeky Jevišovky. Délka jeho toku činí 18,3 km.

## Průběh toku
Křepička pramení západně od Běhařovic. Protéká vodní nádrží Horní Dunajovice, obcí Horní Dunajovice, Domčicemi, Želeticemi a Vítonicemi.

### Větší přítoky
- Dobronický potok – zleva
- Přeskačský potok – zleva
- Stupešický potok – zprava
- Rosavka – zleva

## Mlýny
Mlýny jsou seřazeny po směru toku potoka.
- Domčický mlýn – Domčice, Horní Dunajovice č.p. 161 (bývalá kulturní památka)
- Hammrschmiedův mlýn – Želetice, kulturní památka